# ルナ1960B
ルナ1960B(Luna 1960B)またはルナE-3 No.2(Luna E-3 No.2)は、1960年の打上げ失敗で失われたソビエト連邦の宇宙船である。重さ279kgのルナE-3宇宙船は2回打ち上げられ全て失敗したが、その2回目にあたる。月周回軌道で月の周囲を飛行し、月の裏を含む月面の画像を撮影することを目的としていた。ルナE-3は、ルナ3号を打ち上げたルナE-2Aと似たデザインだったが、より高解像度のカメラを積んでおり、より接近したフライバイを行う予定であった。

## 打上げ
ルナ1960Bは1960年4月16日16:07:41(UTC)にルナ8K72ローンチ・ヴィークルに積まれて、バイコヌール宇宙基地のガガーリン発射台から打ち上げられた。ブロックBの外部取付け式補助エンジンは75%の推力しか出さず、打上げのほぼ直後にブースターから分離した。ローンチ・ヴィークルは約200ｍの高さまで上昇したが、不均衡な推力により残りの外部取付け式補助エンジンが外れ、ランダムな方向に飛散した。そのうち2つは地面に向かって真っ逆さまに落下し、3つ目は恐怖する観客の頭上を越え、組立棟付近で墜落、爆発して窓を破損した。コアステージはさらにしばらく飛び続け、パッドから約2kmの塩湖に墜落した。この災難により、打上げ施設はかなりの損傷を被った。ミッションに関する情報が出される前に、アメリカ航空宇宙局はこれが周回軌道で月を撮影する試みであることを正しく把握していた。